# Murder 4 Hire
Murder 4 Hire è il quarto album in studio del gruppo heavy metal statunitense Body Count, pubblicato nel 2006.

## Tracce
1. Invincible Gangsta (featuring Trigger tha Gambler) – 3:59
2. The End Game – 4:13
3. You Don't Know Me (Pain) – 4:12
4. The Passion of Christ – 3:11
5. In My Head – 4:04
6. D Rocs (R.I.P.) – 2:32
7. Murder 4 Hire (D Roc The Executioner) – 3:26
8. Down in the Bayou – 3:34
9. Dirty Bombs – 3:45
10. Lies – 4:24
11. Relationships – 4:30
12. Mr. C's Theme – 3:03

## Formazione
- Ice-T – voce
- Ernie C – chitarra
- Vincent Price – basso
- Bendrix – chitarra
- O.T. – batteria
- D-Roc the Executioner – chitarra